# Kuća Bulimbašić
Kuća Bulimbašić je kuća u Splitu. Nalazi se na adresi Priora Petra 3, Split.

## Opis
Sagrađena je 1924. godine. Uska stambeno-poslovna dvokatnica s potkrovljem nalazi se povijesnoj gradskoj jezgri, u nizu kuća na sjevernoj strani Zadarske ulice. Građena je 1924. godine koja je upisana ispod krovnog vijenca, u središnjoj osi glavnog pročelja, za braću Ignacija i Ivana Bulimbašića. Prvi je bio pionir hrvatskog zrakoplovstva, avijatičar i konstruktor, a drugi kipar koji je u kući stanovao i u potkrovlju imao svoj atelijer do smrti 1972. godine. Njegove su skulpture danas pohranjene u Muzeju grada Splita. Prizemlje glavnog pročelja na Zadarsku ulicu je građeno u kamenu; a ukrasi portala i istaknutog vijenca su neostilske i secesijske provenijencije. Katovi su oblikovani kao ravna zidna ploha s duboko usječenim prozorima, s oslikom spirala i stiliziranih vitica vinove loze na crvenoj podlozi. Kuća Bulimbašić, iako vremenski izlazi iz okvira secesije, svojim je dekorativnim i konstruktivnim elementima trajna reminiscencija na ovaj stil i izdvaja se u pregledu arhitekture secesijskog sloga u Splitu.

## Zaštita
Pod oznakom Z-5925 zavedena je kao nepokretno kulturno dobro - pojedinačno, pravna statusa zaštićena kulturnog dobra, klasificirano kao "profana graditeljska baština".